# Вуазен, Роже
Роже Вуазен (фр. Roger Voisin; 26 июня 1918, Анже — 13 февраля 2008, Бостон) — французско-американский трубач и музыкальный педагог, солист Бостонского симфонического оркестра.

## Биография
Роже Вуазен переехал из Франции в США в детстве вместе со своим отцом Рене Вуазеном, приглашённым в Бостонский симфонический оркестр Сергеем Кусевицким. Его педагогами были его отец, а также два других французских трубача Бостонского оркестра — Марсель Ляфосс и Жорж Маже. В 1935 году семнадцатилетний Роже Вуазен сам начал играть в Бостонском симфоническом оркестре, а в 1950 году стал солистом этого оркестра. В 1973 году он покинул этот оркестр, проработав в нём 38 лет. В разное время Роже Вуазен преподавал в Тэнглвудском музыкальном центре, консерватории Новой Англии и Бостонском университете. Многие из его учеников стали известными исполнителями и педагогами, играющими в оркестрах и ансамблях США и Канады и преподающими в ведущих музыкальных высших учебных заведениях Северной Америки.
Он стал первым исполнителем ряда произведений для трубы ряда современных композиторов, в том числе Алана Хованесса и Лероя Андерсона. Однако наиболее известное из сочинений, впервые исполненных Вуазеном — соната для трубы и фортепиано Пауля Хиндемита, исполненная им совместно с автором, игравшим на фортепиано.